# Kvarterets olycksfågel
Kvarterets olycksfågel är en svensk film från 1947 med regi och manus av Per G. Holmgren. I rollerna ses bland andra Lasse Sarri, Ella Lindblom och Hans Strååt.
Inspelningen ägde rum våren 1947 i Stockholm. Som förlaga till manuset fanns den franska filmen Nous les gosses. Fotograf var Sven Thermænius och kompositör Per-Martin Hamberg. Filmen klipptes sedan av Lennart Wallén och premiärvisades den 26 december samma år på biografen Saga i Eskilstuna. Filmen var 90 minuter lång och barntillåten.

## Handling
Kalle råkar ha sönder en glasruta och får hjälp av sina kamrater att samla ihop pengar till en ny, totalt 900 kronor. När hela summan är klar blir han bestulen av Sigge och Hasse. Polisen kommer dem dock på spåren och Kalle får tillbaka sina pengar. Filmen slutar med att Pelles syster går med på att gifta sig med Pelles lärare, till allas stora förtjusning.

## Rollista
- Lasse Sarri – Pelle Nilsson
- Ella Lindblom – Maj Nilsson, Pelles syster
- Hans Strååt – Berg, lärare, Majs fästman
- Stickan Palm – Berra
- Göran Warren – Kalle, olycksfågeln
- Tord Ganmark – Roffe
- Lillemor Appelgren – Britt
- Sigge Pettersson – Nisse Ström
- Nils Hallberg – Sigge
- Sven-Eric Carlsson – Hasse Ström, Nisses storebror
- Babsan Holmgren – Babsan, Roffes lillasyster
- David Erikson – Axel Pettersson, skrothandlare
- Erik Forslund – hans medhjälpare
- Arne Källerud – farbror Max, tobakshandlare
- Wiktor "Kulörten" Andersson – Olsson, specerihandlare
- Erik Strandell – kommissarien
- Arthur Fischer – överläraren
- Georg Skarstedt – gatuförsäljare
- Astrid Bodin – Berras mamma
- Tord Bernheim – Kalles styvfar
- John Norrman – kriminalkonstapel Karl Karlsson, även kallad "Bovskräcken"
- Aurore Palmgren – dam med hund
- Monica Nielsen – en flicka i gänget
- Werner Ohlson – skoputsaren
- Barbro Flodquist – Kalles mamma
- Hanny Schedin – Roffes och Babsans mamma
- Börje Nyberg – poliskonstapel Ström
- Per-Axel Arosenius – poliskonstapel
- Gustaf Hedström – man som inte önskar inhandla en blombukett
- Hortensia Hedström – hans fru
- Artur Cederborgh	– herre som har smutsiga skor
- Ivan Renliden (Johansson) – boogie-woogiepianisten
- Hep Cats – orkester

### Fotnoter
1. 1 2 3  ”Kvarterets olycksfågel”. Svensk Filmdatabas. http://sfi.se/sv/svensk-filmdatabas/Item/?itemid=4215&type=MOVIE&iv=Basic. Läst 27 mars 2013.